# Xã Perry, Quận Clarion, Pennsylvania
Xã Perry (tiếng Anh: Perry Township) là một xã thuộc quận Clarion, tiểu bang Pennsylvania, Hoa Kỳ. Năm 2010, dân số của xã này là 947 người.